# Казимир Великий (фильм)
«Казимир Великий» (пол. Kazimierz Wielki) — польский художественный исторический фильм-биография 1975 года.

## Сюжет
Фильм рассказывает о жизни и свершениях последнего польского короля из династии Пястов. Под конец своей жизни, возвращаясь с неудачной охоты, король Казимир вспоминает события прошедших десятилетий. На охоте им получена тяжёлая рана, и 5 ноября 1370 король умирает.

## В ролях
- Кшиштоф Хамец — Казимир III
- Зофья Сареток — Цудка
- Владислав Ханьча — архиепископ Ярослав Богория
- Веслав Голас — Мацей Борковиц
- Игнацы Маховский — Владислав I Локетек
- Тадеуш Фиевский — епископ Нанкер
- Стефан Фридман — Сулислав
- Барбара Вжесиньская — Елизавета Польская
- Леон Немчик — Карл Роберт
- Михал Плюциньский — Иоганн Люксембургский
- Болеслав Плотницкий — Бэнько
- Эугениуш Каминьский — Сухывильк
- Анджей Шалявский — Ольгерд
- Томаш Нойман — Казимир IV, герцог Померании
- Станислав Михальский — Панас
- Витольд Пыркош — предводитель флагеллантов
- Хенрик Бонк — нунций
- Станислав Нивиньский — Доброгост
- Пётр Павловский — епископ Грот
- Эдвард Вихура — корчмарь
- Юзеф Лодыньский — священник Амброжи
- Бруно Оя — Спытко из Мельштына (Спицимир Леливита)
- Зыгмунт Мацеевский — приходской ксёндз
- Януш Быльчиньский — Пётр Шафранець
- Анджей Гавроньский — Якуб из Бискупца
- Рышард Рончевский — Мацей из Гогулковых
- Тадеуш Теодорчик — медик Матеуш
- Ян Цецерский — лирник
- Ядвига Хойнацкая — горничная Цудки
- Владислав Комар — Владзё
- Анджей Красицкий — краковский канцлер
- Зыгмунт Малявский — Валерьян Лазанка из Харлупи
- Барбара Рахвальская — нянька
- Богуслав Сохнацкий — тевтонский слуга
- Тадеуш Сомоги — рыцарь
- Павел Унруг — тевтонский командор в Гданьске
- Богдан Лысаковский
- Сильвестер Пшедвоевский и др.